# Taraskevica Belarusz Wikipédia
A Taraskevica Belarusz Wikipédia (belarusz nyelven: беларуская Вікіпэдыя) a Wikipédia projekt belarusz nyelvű változata, egy internetes enciklopédia. A Belarusz Wikipédia 2007. március-én indult, és 2022 novemberében érte el a 80 000. szócikket.